# Znamenite građevine u Trogiru
Znamenite građevine u Trogiru su kulturno-istorijski spomenici iz svih perioda umetnosti, posebno onih srednjovekovnih čijom izgradnjom su za sobom, na njima svoja remek-dela ostavili čuveni graditelji i skulptora toga perioda poput, majstora Radovana, Nikole Firentinca, Andrije Alešija, Ivana Dunkovića i mnogih drugih. Zahvaljući njim nastale su impozantne i znamenite građevine u Trogiru, koje su se isticale od drugih po istančanosti klesarstva, po klesarskim veštinama u ukrašavanju kićenih kapitela, portala, dvorišnih arkada, bifora i trifora, balkona, razigranim detaljima, i po izradi bogatih ornamenata u kamenom nameštaju kuća i crkava.

## Položaj znamenitih građevina u istorijskom jezgru Trogira
Znamenite građevine u Trogiru smeštene su u istorijskom jezgru Trogira koje se nalazi na ostrvcu u morskom suženju u kome se otok Čiovo najviše približio kopnu. Ostrvce koje je orijentirano u smeru istok - zapad dugačko je oko 515 metara, sa najvećom širinom u smeru sever - jug od oko 285 metara. Obim i oblik ostrvca godina se menjao jer se stalno širilo nasipanjem terena, posebno na južnoj i zapadnoj strani. Imajući ovo u vidu itoričari Ivan Lucić i Pavao Andreis, citirajući antičke pisce, zaključili su da je tlo na kojem je podignuta istorijsko jezgro Trogira tek naknadno razdvojeno jarkom od kopna.
Najviše tačke u istorijskom jezgru Trogira nalaze se duž glavne uzdužne ulice (antički decumanus), i ni u jednom delu na prelaze 4 m nadmorske visine, dok na zapadnom obodu ostrvceta nadmorska visina iznosi manje od 0,50 m.
Istorijsko jezgro Trogira sa kopnom je povezano starim kamenim mostom, a sa Čiovom pokretnim mostom, koji se nalazi na najužem delu Trogirskog kanala. Pre gradnje mosta prema kopnu početkom 14. veka gradu se verovatno prilazilo preko sprudom koji stvara bujica Dobrića (njeno korito je kanalisano); ali ona i danas nanosi šljunak, koji se mora stalno uklanjati kako ne bi zatrpao „Fošu”. Danas se za most koji vodi na kopno upotrebljava naziv Mali most, a za onaj prema Čiovu Čiovski most.
Prirodne dispozicije zemljišta omogućila je da ostrvce ima dve luke. Na severnoj strani ostrvceta „Foša” (koja se zasipa blatom i muljem) je služila kao luka za manje brodove, a na južnoj strani ostrvceta morski tesnac između grada i ostrva Čiova bio je dovoljno dubok i širok za pristajanja većih brodova. Za tu glavnu luku upotrebljava se naziv „Riva”.

## Oblik i položaj otočića na kome se nalazi istorijsko jezgro Trogira
Otočić na kojem je izgrađeno istorijhsko jezgro Trogira izvorno je najvjerojatnije bio nizak komad – jezičak, vrh okolnog polja, odvojen močvarnim plićacima, koji su naknadno oblikovani u odbrambeni jarak. O izvornom obliku tla na kojem se nalazi istorijsko gradsko jezgro postoji stav istoričara na osnovu podataka antičkih pisaca, da je tlo na kojem je izgrađeno istorijsko jezgro Trogira tek naknadno razdvojeno jarkom, pa je tako npr...
Trogir koji geografski pripada srednjedalmatinskom delu Jadrana prostire se na prostoru površine od 250 km², između ostrva Čiovo i kopna - između ravnog i plodnog polja i kamena, sa puno uvala - šljunkovitih i kamenitih plaža - zaliva - ostrvaca. Iako se gradsko područje pruža od današnjeg aerodroma do zaliva Sićenica, staro gradsko jezgro je najzanimljivije, jer je sa kopnom povezano  kamenim i gvozdenim mostom, a sa Čiovom pokretnim mostom, koji se nalazi na najužem delu Trogirskog kanala.
Područje Grada Trogira je podeljeno na tri dela: deo na kopnu, deo na ostrvu Čiovo i otoku Drvenik Veli i Drvenik Mali. Područje na kopnu omeđeno je teritorijom opštine Seget na zapadu, gradom Kaštela na severu i istoku i Trogirskim kanalom na jugu. Deo na Čiovu graniči se sa Trogirskim kanalom na severu, opštinom Okrug na jugoistoku i Gradom Splitom na zapadu. Ostrva Drvenik Veli i Drvenik Mali se nalaze južno od područja opštine Marina i severozapadno od ostrva Šolta. Grad ima vrlo povoljan položaj, jer je smešten u neposrednoj blizini najvećeg dalmatinskog središta Splita.
Na ovom prostoru, u skladu sa geografskim, geološkim i reljefnim posebnostima razlikuje se područje Trogirskog primorja s ostrvskim arhipelagom i krško područje Zagore.

## Kraća istorija
Počeci života na području istorijskog jezgra Trogira najverovatnije su začeti u praistoriji, ali verovatnije je da je to područje bilo naseljeno već u doba neolita ako ne i ranije. Na to ukazuje otkrića (na više mesta u velikim količinama)  keramike iz bronzanog i gvozdenog doba.
Od 2. veka p. n. e. spominje se uz more srednje Dalmacije pleme Delmata, čija je istorijska postojbina izvorno bila u dubljoj unutrašnjosti, s jedne i druge strane planine Dinare.
Tragurij (Τραγούριον) i Epetij (Επέτιον, kao naselje na mestu današnjeg Stobreča) spominju se prvi put u 2. veku p. n. e. u delima istoričara Polibija i to u kontekstu delmatskih napada. 
Kao Grčko naselje Tragurij  (mesto gde se napasaju koze) Trogir se pominje u drugom veku pre nove ere. Tokom prvog veka ovo naselje postalo je rimski municipat „Tragurium", dok Plinije stariji, ovo naselje pominje kao mesto poznato po kvalitetnom kamenu, na šta ukazuju brojni kamenolomi u okolini Trogira.
Iako je Tragurij bio mali grad (poprečno širok svega oko 160 m), po svim sačuvanim indicijama  imao je urbana obeležja, sa stanovništvom na zavidnoj kulturnom nivou.
Tokom 4. veka u Trogir dolazi nova vera, hrišćanstvo koje se širilo iz susedne Salone. Dolaskom Slovena, okreće se nova stranica istorije, a menja se i ime u Trogir koje se sačuvalo do danas.
Tokom viševekovnog postojanja Trogir je bio izložen rušenju i promene koje su donosile seobe naroda i raspad Rimskog carstva. Pod mlatačku vlas Trogir je potpao 998. godine, i tada je bio potčinjen mletačkom duždu, Petru II Orseolu. Ugarski kralj Koloman u Trogiru je 1102. učvrstio svoju vlast potpisavši „Pacta conventa" sa hrvatskim velikašima. Početkom 12. veka grad su opustošili Saraceni, a 1123. opljačkali su ga Mlečani. Da bi 1242. godine grad preživeo tatarsku najezdu.
Podela zemlje u Kaštelanskom polju bila je povod za izbijanje trogirsko-splitskog rata u kome su kraljevi delili zemlju prema svojim prohtevima. U znak zahvalnosti za utočište koje su mu pružili za vreme upada Tatara. 1420. grad Trogiranima je pomoć poslao kralj Bela IV, i Trogir definitivno potpada pod vlast Venecije. Nakon pada Venecije 1797. godine.
Na glavnom gradskom trgu je do 1750. godine postojala crkva Gospe od Ružarija i Svetog Antuna Padovanskog. Crkva je srušena i sagrađena je nova 1758. godine. Takođe, segetsko polje posedovalo je više crkvica iz davnih vremena.
Trogir je bio pod vladavinom Austrije dugi niz godina, osim u periodu francuske vladavine (od 1806. do  1814).
Renesansa je Trogiru donela procvat, Francuzi pokretanje napretka grada, austrijska vlast nove objekte i uređenje grada, a burna politička scena 20. veka donosi potpuno nova građevinska, urbana i kulturna stremljenja, ali i devastaciju nekih znamenitig građevina.

## Urbanizam i arhitektura
Kao i mnogi drugi primorski gradovi i Trogir je  bio opasan zidinama, sa kojih su se uzdizale kule-osmatračnice. Sačuvan je deo zidina sa dve kule, iz 13. veka. Između tih kula, otvorena su nova, „Južna vrata" (Porta civitatis) ili „Vrata od mora". Sačuvana su i stara, drvena vrata koja su bila ojačana ekserima sa zapisom na latinskom. Uz vrata se nalazi i trem, nekada sklonište za putnike-namernike, kada bi se uveče zatvorio ulaz u grad.
Kopnena, „Severna gradska vrata" (Porta terrae fermae) potiču iz 17. veka i građena su u baroknom stilu. Na njima se nalazi gotski kip sa početka 15. veka, koji prikazuje sveca zaštitnika grada - biskupa Ivana.
Istorijsko jezgro Trogira od kasnih šezdesetih godina 20. veka našlo se u sasvim degradiranom, zakrčenom prostoru, okruženo zagađenim morem, bukom, vibracijama i aerozagađenju vazduhoplova koji lete nisko nad gradom.).Takođe preko istorijskog jezgro Trogira, uz samu katedralu, prolazi celolupni intenzivni automobilski i kamionski saobraćaj od kopna do Čiova. Prema analizama objavljenjima 1974. godine 12% kuća u gradu bile su ruševine. Velik je broj kuća opustio; mnoge su na rasprodaji. 
{
U takvim uslovima sudbina Trogira i njegovih znamenitih građevina jednaka je sudbini istorijskih jezgra većine dalmatinskih gradova i gradića, koji takođe  doživljavaju svoju civilizacijsku regresiju.
Stavljanjem na listu UINESCO-a ovog drevnog dela. ili istorijskog jezgra Trogira možda ima nade za očuvanje i revaitalizaciju njegovih znamenitie građevina, opisane u nastavku stranice.

## Sakralne građevine
Značajne sakranke građevine u Trogiru su: 
- Katedrala Svetog Lovre,
- Samostan Svetog Ivana Krstitelja
- Samostan i crkva Svetog Nikole
- Samostan i crkva Svetog Petra
- Porušeni samostan i crkva Svetog Mihovila
- Samostan i crkva Svetog Dominika
- Crkva Gospa od Anđela ili Svetog Franje i nekadašnji franjevački samostan
- Crkva Svih svetih
- Crkva Gospa od Karmela

### Katedrala Svetog Lovre
Trogirska katedrala Svetog Lovre je jedan od najznamenitijih trogirskih građevina, koja se nalazi na UNESCO-voj listi zaštićena svetska baština. Na ovoj su građevini spolja su uočljivi stilovi od romanike do baroka, a u njenu unutrašnjost ukrašavaju vredna umetnička dela. Ova trobrodna bazilika savršenog sklada, nalazi se na centralnom gradskom trgu. Izgradnja je počela  s početka 13. veka, a izgradnja zvonika  krajem 14. veka.
Gradnja katedrale započela je 1213. godine,  na mestu gde je nakada verovatno bio antički hram,  odnosno temeljima ranohršćanske katedrale posvećene Svetom Lovri koju su uništili Saraceni 1123. godine. Poput prethodne i ova je posvećena Svetom Lovri, mada je poznata je i kao katedrala Svetog Ivana (zaštitnik grada, preminuoog 1111. godine), biskupa koji je bio poznat po svom besprekornom životu i otporu mađarskom kralju Kolomanu koji je okupirao Dalmaciju i cielu Hrvatsku.
Gradnja katedrale započela je  oko 1200. godine, južni portal dovršen je 1213. godine, 1240. godine potpisao se Majstor Radovan na zapadnom, glavnom portalu.   Dana 2. maja 1271. sklapljen je ugovor sa mletačkim majstorima o postavljanju skela za gradnju svoda katedrale, ali  je zapadno pročelje glavnog broda sa velikom rozetom,  prema grbovima, dovršeno šezdesetih godina 14. veka.

Međutim, središnji brod crkve  presvođen je tek u prvoj polovini 15. veka. Zvonik se završava krajem 16. i prvih godina 17. veka; jer natpis sa pozlaćenim slovima u unutrašnjosti s olakšanjem beleži 
| „ | NVNQAM PRIVS AN. MDXCVIII (nikako pre godine 1598). | ” |

Graditelji
Katedrala je većinom izgrađena u romaničkom stilu (majstori Stjepan i Matej) do 1251. godin, dok je gotički svod izgrađen u 15. veku Gradnja je okončana 1589. godine dovršetkom zadnjeg sprata zvonika u stilu manirizma arhitekta Trifuna Bokaniča (1575—1609), za čiju je gradnju trebalo skoro dva veka. 
- Prvi sprat je, delo Matije Gojkovića, i građen je u gotičkom stilu (prvi sprat je bio dosta oštećen, kao i cela katedrala, kada su Mlečani bombardovali grad 1420. godine.)
- Drugi sprat ima karakteristike venecijanske cvetne gotike iz 15. veka (sa prozorima koji podsećaju na prozore Ca' d'Oro), i   pravi je primer gotičke arhitekture u Dalmaciji.
- Treći sprat, je u duhu manirizma,  i potiče iz 1605. godine.
- Četvrti piramidalni sprat ili završetak krase četiri manirističke skulpture mletačkog vajara Alessandra Vittoria (1525—1608).

Andrija Aleši Dračanin je 1460. godine dobio je zadatak da uz nadsvođeno predvorje katedrale Svetog Lovre dogradi krstionicu, za biskupa Jakova Turlona i kneza Karla Capella.  Istovremeno kada je započeo izgradnju krstionice Aleši je radio i na preoblikovanju katedralne sakristije. Gradnja krstionice trajala je do 1467. godine.
Andrija Aleši i Nikola Firentinac su 1468. godine potpisali  sa trogirskim kaptolom ugovor o izgradnji kapele Svetog Ivana Trogirskog.  
Izgled
Trogirska katedrala je po konstrukciji arkada. Arhaična je jer su brodovi odvojeni masivnim uzdužnim pilonima, ili debelim zidom u kojima su usečeni prolazi sa lukovima, ranoromaničkim metoda.
Trogirska katedrala je po svom izgledu najmonumentalnija od svih dalmatinskih romaničkih katedrala i crkava jer je jedina presvođena u sva tri broda (srednji brod, je izgrađen tek u 15. veku).
Stereometrijski čista, zatvorena masa crkve sa malim prozorskim otvorima podeljena je je pilastrima na južnoj bočnoj fasadi i tordiranim polustubovima na apsidama, a optočena je vencem slepih arkadica. Na središnjoj fasadi postoji mali okrugli otvor u kojima se nalazi isklesani grb najsnažnije dinstije Hrvatsko-Ugarskog kraljevstva, Anžuvinske dinastije kralja Ludovika.
Zvonik
Zvonik je jedan od najzanimljivijih primera rasta arhitektonskoga spomenika kroz vreme u Evropi koji deluje kao presek svih stilova primenjivanih u Dalmaciji od romanike do manirizma. Treći sprat zvonika je dovršen krajem 16. veka,
Radovanov portal
Radovanov portal je glavni portal katedrale i ujedno najznačajniji srednjovjekovni portal na istočnom Jadranu i u ovom dijelu Evrope. Nazvan je po njegovu autoru Majstoru Radovanu koji ga je isklesao 1240. godine i na njemu se potpisao sa „per Raduanum”. Skulptura portala karakterističan je primer gotičkog realizma i humanizma, ali sa karakteristikama starijeg romaničkog stila.
Oltar
U katedrali se danas nalazi pet oltara, ne brojeći one u bočnim kapelama,  koji su vremenom menjali svoj izgled i titulare. Oni bočni u starijim su fazama imali retable sagrađene od drva, a od 17. veka građeni su od mramora.
- Glavni oltar  -  u obliku baldahina, delo je majstora Mavra iz 14. veka. Na baldahinu su skulpture Gospe i Anđela (Blagovesti). Sa strana oltara, uz zid, nalaze se skulpture Svetog Ivana Trogirskog i Svetog Lovre u baroknom stilu iz 18. veka. Na zidu sa leve strane oltara je bunar sa kruništem (1661). Osmorougaona propovedaonica sa romaničkim kapitelima delo je lokalne umetničke škole iz 13. veka. Horska drvena sedišta su delo Ivana Budislavića (15. vek.)
- Oltar Svetog Augustina  - u bočnom, desnom (južnom)  brodu (prvi od ulaza). Iako je ovaj mermerni oltar posvećen svetom Augustinu Casottiju, na njemu se poštuje i Sveti  Ivan Evanđelist nakon što je u 17. veku porušen oltar Svete Helene i  Svetog Ivana Evanđelista (o čemu postoji zapis uz desnu stranu oltara). Oltar je izradio graditelj oltara Nicolò Degan zajedno sa svojim sinom Zuanom.[15][16] Na oltaru je slika na platnu, delo Teodora Matteinija (1754.-1831).[в] Na slici su prikazani sveti Augustin Casotti, sveti Jakov i sveti Ivan Evanđelist.
- Oltar Jubileja -  smešten je u bočnom (južnom) brodu. Ovaj mramorni oltar, 1802. godine izradio je mletački majstor Nicolò Degan.[17] Prema natpisu na zidu crkve, oltar je bio posvećen Svetom Duhu, Grguru Velikom i svetom Krševanu (Grisogonu).
- Oltar Gospe od Milosrđa -  posvećen Bogorodici Zaštitnici, koji se nalazi na mestu gde je do 17. veka bio stari oltar posvećen Svetom. Kuzmi i Damjanu, svetim vračevima, ekarima čiji je kult od davnine prihvaćen u Trogiru. Na ovom  mramornom oltaru je slika, ulje na platnu, koja prikazuje Bogorodicu Zaštitnicu (Majku Milosrđa), uz čije su skut goli dečačići, dok su anđeli iznad Bogorodičine glave i nose krunu, a pri vrhu je natpis: CHARITAS.
- Oltar posvećen Svetom Križu - smješten je na dnu severne lađe, tako da prekriva bočnu apsidu. Podignut je 1696. godine sredstvima koja je ostavio biskup rodom iz Splita Ivan Kuparić.

#### Kapele i sakristije u sklopu katedrale
U sklopu katedrale su i sakristija i kapela Svetog Ivana Trogirskog, i kapela Svetog Jere
Sakristija Svetog Ivana Trogiranina
Sakristija i kapela Svetog Ivana Trogiranina je jedan je od najljepših renesansnih spomenika u Evropi. Nalazi se uz severni zid katedrale na mestu gde se do tada nalazila jedna kuća. Kao i na primeru krstionice, prostorna koncepcija kapele je rađena prema prostornoj koncepciji Jupiterova hrama u Dioklecijanovoj palati.
U dvadeset šest udubljenja svoda uklesane su glave serafina što je prema Andriji Mutnjakoviću „jedinstvena kompozicija nepoznata do tada u renesansnoj umjetnosti“. Zidovi kapele podeljeni su u četiri zine: podnožje u obliku klupe, friz s puttima bakljonošama, središnju zonu s nišama za skulpture i atiku s kružnim prozorskim otvorima.
U središtu crkve visi velika drvena svetiljka u obliku dvostrukog gotičkog križa iz 1561. g. Srebrne lampade u crkvi zavjetni su darovi grada Zadra (1723), Vrlike (1742), pomoraca iz Levanta (1688) i drugih. Orgulje je izradio Milan Majdak iz Vrapča kod Zagreba 1940. god. i jedne su od najboljih u državi.
Na stubu pred propovedaonicom je slika blaženog Augustina Kažotića Trogiranina (delo Palme Mlađega, iz 1599. godine). Tu su još slike majstora Dominika Sagomana (1738), Augustina Ridolfija (18. vek) a iznad kora djla mletačkog slikara iz Ticianove škole Aleksandra Varotarija – Padovanina (1509—1650).
U katedrali ima više grobnica važnih trogirskih porodica (Lučića, Andreisa, Kazotića, Bugoforte i drugih), kao i ona kneza Mladena III. Šubića Bribirskog, humanista Frane Frankvila Andronika.
U sakristiji katedrale nalazi se veći deo riznice sa raznim istorijsko-umetničim predmetima,  ruhom i ostalim dragocenostima.
Kapela Svetog Jere
Kapelu Svetog Jere (sada Kapelu sakramenta) iz 15. veka izgradio je Mikica Sobota, a kao arhitekti spominju se i Gruato i Račić. Na oltaru je dvostruki mramorni tabernakul u baroknom stilu (venecijanski majstor, 1737). Ispred ulaza je uzidan renesansni reljef Bogorodice sa Svetim Jerom i Svetim Ladislavom. Oltar Svetog Kruža krasi raspelo iz 16. veka, a na oltaru Jubileja nalazi se slika krštenja Isusova (16. vek).

### Samostan i crkva Svetog Ivana Krstitelja
Samostan Svetog Ivana Krstitelja je muški benediktinski samostan koji se  nalazio na jugoistočnom obodu Trogira , uza gradske bedeme.. U sklopu bedema u blizini samostanske crkve nalazila se i kula, u narodu poznata pod imenom kula  Svetog Ivana. Samostan je sa severne strane graničio s Komunalnom palatom; dok sa sa južne strane na suprotnoj strani ulice nalazila Biskupova palata. Od samostana je do današnjig dana preostala samo crkva, popularno zvana Opatija.
Samostan  postoji od 11. veka, pre nego je 1064. godine osnovan ženski benediktinski samostan Svetog Nikole. Naime, muški samostani su po pravilu osnivani pre onih namenjenih ženama. Život samostana može se pratiti po raspoloživim izvorima  od 12. do druge polovine 15. veka, kad se gasi redovnički život u njemu.1 jer je samostanski kompleks zasigurno bio prevelik za malobrojne redovnike. Broj je redovnika oscilirao od pet do sedam, a u 15. veku u njemu je boravio samo jedan redovnik. Međutim, 1365. godine bilo ih je čak dvanaest.
Samostan  je 1272. godine za potrebe Komune iznajmo zgradu kuhinje, a 1334. godine, i veliki deo samostanskog zdanja. U ispravi se navodi da su prizemlje i kuća koja se iznajmljuje ionako često prazni. Uz kuću je, kako se dalje navodi, sa zadnje strane ispred javnog prolaza samostansko groblje, na severu je Komunalna palata, a južno je crkva. Čitavo samostansko krilo (koje se pružalo od Komunalne palate do crkve Svetog Ivana Krstitelja), koristila je Opština Trogir kao skladište, plaćajući najam.
U Popisu državnih zgrada iz 1789. godine opisuje se nekadašnji samostan kao dvosptratno  zdanje, tada u sklopu Komunalne palate; nabrajaju se takođe dvorište i kula. Uz kulu su spoljašnje stepenice preko kojih se pristupalo na gradske zidine.
U najstarijem razdoblju samostana, pre postojeće crkve sagrađene u 13. veku, koriđćena je ranohršćanska crkva koja se nalazila na istome mestu. Polukružna apsida starije crkve naznačena je u pločniku uz pravougaonu apsidu postojeće crkve. Jedan ulomak sa krakom ranohršćanskog krsta ugrađen je u unutrašnjosti na južnom zidu.   Postojeća crkva prema natpisu u fresko tehnici, koji je u međuvremenu izbrisan, bila je posvećena Svetom Ivanu Krstitelju a izgrađena je 1270. godine, u isto vreme kad i katedrala.

### Crkva i samostan Svetog Dominika
Samonstan i crkv Svetog Dominika nalaze se na jugoistočnom obodu predgrađa Trogira u Pasikama. Samostan je osnovan 1265. godine, postojeća crkva dovršena je tek sedamdesetih godina 14. veka, a klaustar je sagrađen sredinom 15. veka. Samostanski kompleks svojom površinom zauzima veliki deo predgrađa, i obuhva mnogo veću površinu od čitavih blokova kuća u susedstvu.  Terene u Pasikama 1265. godine kupili su franjevci iz provincije Sclauonia.Međutim, franjevci su odlučili 1275. godine da prodaju njihove terene i posede u predgrađu u Pasikama.  Dakle, pre dominikanaca već su franjevci nameravali u Pasikama sagraditi samostan.
Samostan Svetog Dominika osnovan je nakon papinskog pisma, breve od 11. jula 1265. godine, čime su otklonjena  protivljenja trogirskog biskupa Colombana, redovnika, franjevca. Kapelu Svetog Franje nad kojom je patronat imao ugledni trogirski građanin Nikola Albertinov ustupio je  oko 1260. godine splitskim dominikancima (koji nisu imali samostana, nego su se nastanili u jednoj manjoj kući u neposrednoj blizini pomenute crkvice), da uz nju  sagrade svoj samostan. Dakle, prvo jezgro tog dominikanskog samostana bila je već postojeća crkvica Svetog Franje, sagrašen na zemljištu koje je ovaj trogirski građanin ujedno sa kapelom darovao kako bi se na njemu mogao sagraditi samostan.
Kada su deca pokojnog Luke (davnog pretka istoričata Ivana Lucića) 16. jula 1304. godine prodala dominikancima, čiji je prior tada bio Mihovil iz Drača, građevinsko zemljište na kojem su bila tri kućerka smeštena pored groblja dominikanaca, dominikanci su počeli graditi novu crkvu,  koja i danas postoji.
Postojeća crkva, koja je zamijenila kapelu Svetog Franje, građena je najverovatnije od kraja 13. veka, a pod krov je stavljena tek sedamdesetih godina 14. veka  (završena pre 1374. godine), a dovršena je sredstvima koja je ostavio biskup Nikola Casotti (koji je umro 1371).21  Bitkula Casotti, udovica Vincenta Ampleuzeva, ostavši bez potomaka, u oporuci iz 1371. odredila je da se njena nekretnine proda, s tim da se novac nameni gradnji crkve. Dakle, gradnja je započeta u 13. veku u romaničkom stilu, da bi  crkva kao celina bila oblikovana  u drugoj polovini 14. veka u gotičkom stilu. Iz tog razdoblja potiču južni gotički prozori, između kojih su  1325. godine bila podignuta tri groba. Na zadnjem zidu apside je crtež ranogotičke bifore i srpastog romantičkog luka koji svojim oblikom svedoče da je apsida sagrađena najkasnije u prvoj polovini 14. veka. Uz nju je, verovatno malo kasnije, podignut visok zvonik. U drugoj polovini 14. veka. Crkva je kasnije produžena prema zapadu kada je dobila svoj konačni oblik.
Oko crkve i u crkvi bilo je groblje. Na južnom zidu nanizane su konzole s kamenom okapnicom, što je ostatak trema uz groblje. Na istom zidu ugrađena su naknadno tri grobna natpisa (jedan je postavljen naopako, dva su sa zabeleženom godinom 1325., a spominju pokojnike, ugledne osobe: Petra Susu, Ciprijana Bublu i Desu Punalija.
Za vreme francuske vladavine samostan je nakratko bio ukinut. Civilni namesnik Vincenzo Dandolo u svom izvjštaju iz 1807. predlaže ukidanje tri trogirska samostana (u dva dominikanska, koji žive od svojih poseda, ukupno su živala četvorica sveštenika); od njih, kako u duhu prosvetiteljskih ideja piše namesnik, nema nikakve društvene koristi.
U delu samostana za vreme austrijske vlasti 1860. godine bila je smeštena vojna jedinica.
Opis građevine
Crkva Svetog Dominika  je jednostavno, pomalo masivno i nezgrapno jednobrodno zdanje sa pravougaonom apsidom. Uz apsidu je naknadno podignut i zvonik. Na južnom crkvenom zidu uočavaju se tragovi po kojima se razaznaje da je crkva bila produžena prema zapadu. Na apsidi se vide urezani crteži romaničkog luka i gotičke bifor,  i dva zidarska znaka u obliku slova S.  Zapadno pročelje sagradeno je oko 1372. godine.
Središnjim delom lunete dominira visoki reljef Marije sa Detetom, ogrnuta velikim plaštom. od glave do nogu. Ispod plašta je vertikalno naborana haljina dugih i uskih rukava. . Sa leve Marijine strane je lik Marije Magdalene, a s desne stranebl.
Iako je majstor Nikola Dente potpisao samo reljef, pretpostavlja se da je on ujedno i graditelj čitavog pročelja.
Južni ulaz ckve je jednostavan, „kao da je arhitekt želeo reći da pred Boga treba doći u jednostavnosti i ozbiljnosti, bez spoljnih ukrasa.” Iz  izvještaja kardinala Agostina Valiera saznajemo da je crkva u to vreme imala šest oltara. Glavni je bio posvećen Svetom Dominiku i Svetoj Mariji Magdaleni. Ostali su bili: Gospe od žalosti, Svetog Proroka,Svetog Vinka Ferrerskoga, Svetog Katarine Aleksandrijske i Gospe od ružarija. Svi su oni imali po jednu staru i umetnički izrađenu sliku, a oltar Gospe od žalosti i kameni reljef sa prizorom skidanja sa krsta. Crkva je imala i neke umetnički izrađene moćnike za čuvanje svetačkih relikvija.
Crkva je više puta bila popravljana i nabavljan je novi nameštaj. Poslednji veći zahvat na crkvi bio je početkom 19. veka, kada je promenjen krov na crkvi, a godine 1903. nabavljene su nove orgulje.
Zvonik
Zvonik je jednostavno zdanje sa podnožjem u obliku zarubljene piramide. Otvoren je smao zadnji sprt, a u donjim delovima su okrugle kamene ploče s otvorima u obliku četverolista koji osvetljavaju stepeniice u unutrašnjosti. Završni sprat je u obliku balkona sa po dve bifore sa svake strane. Njihovi venci i imposti u obliku obrnuto postavljenih zarubljenih piramida karakteristični su za baroknu arhitekturu 17. i 18. veka i nalaze se i na crkvama koje podižu graditelji iz porodice Macanović. Na istočnoj strani zvonika je kružno polje sata s brojkama i kazaljkama. U zvoniku je preostalo jedno zvono s natpisom Sancti Augustini, sa urezanom 1667. godinom.

### Crkva Svete Barbare (Svetog Martina)
Crkva Svete Barbare (Svetog Martina), najstarija je sačuvana trogirska crkva. Ona je minijaturna trobrodna bazilika podeljena kolonadama. Nekada je bila ukrašena ranim srednjovekovnim freskama, od kojih su dans ostali samo tragovi.
Pretpostavlja se da je crkva restaurirana u 11. veku (o čemu postaoji pretpostavka, da je crka postojala još za vreme cara Justinijana), i o tome postoje dve pretpostavke:
- prva, da je crkva obnovljena kada se ovim krajevima širio kult Svetog Martina,
- druga, da je crkva nadograđena na neku od crkava sličnih dimenzija i oblika i da je bila posvećena istom svecu.

### Crkva i samostan Svetog Nikole
Crkva i samostan Svetog Nikole nalaze se uz južne gradske zidine. Samostan je, kao i samostana Svetog Petra bio namenjen plemićkim kćerima, za razliku od samostan Svetog Mihovila namenjenog pućanstvu. U ispravi o osnivanju iz 1064. nalaze se samo hrvatska narodna imena – Dobrana, Dobro, Vltače, Mirče i Bogobojša.
Današnji benediktinski samostan opisuje Andreis, kao prastaru crkvu Svetog Duje, mada se radi o dve građevine, stim da se ostatci crkve Svetog Duje naziru u blizini, sa unutrašnje strane gradskih vrata. Crkva Svetog Nikole je iz baroknog doba, a zbog skučenosti prostora nema pročelje i glavni je ulaz na severnom zidu prema ulici.
Spominjanje crkve Svetog Duje vezano je uz predaju prema kojoj je Sveti Duja  preneo  seme hrišćanstva iz Salone u Trogir, pa je pritom podigao mnoge samostane i crkve.
Ipak na ranohriščansko naseljavanje tog  položaja može upućivati sarkofag ukrašen motivima reljefnog krsta iz 6. veka, iako se ne zna odakle je donesen u dvorište samostana. O tome može svedočiti i ulomak reljefno izvedenoga krsta iz 6. ili 7. veka uzidanog u jednoj obližnjoj kući.
Uz već istaknut kontinuitet trogirskih sakralnih sadržaja i Sveti Duje bi mogao pripadati tom antićkom nasleđu, posebno što se lokalni sveci počinju poštovati upravo od veka.
Samostan poseduje veoma vrednu zbirku umetničkih predmeta:
- „Kairos” (reljef koji predstavlja grčkog demona Kairosa, božanstvo srećnog trenutka i nekadašnji simbol Olimpijskih igara u Grčkoj),[г] i najpoznatiji je eksponat ove zbirke.
- Sliku Bogorodice sa detetom, koja potiče s kraja 13. veka, najstarije je poznato slikarsko delo u Trogiru, i takođe je vredan i značajan eksponat ove zbirke.
- Polihromni reljefni poliptih iz 15. veka iz škole Blaža Jurja Trogiranina, gotička skulptura Bogorodice.[27][28]

### Crkva Svetog Petra
Crkva Svetog Petra iz 1242. godine, verojatno se nalazi na mestu nekadašnje kasnoantičke crkve. Postojeća crkva dobila je svoj barokni izgled u prvoj polovini 18. veka. Veoma je slična župnoj crkvi u Kaštel Štafiliću koju su gradili članovi porodice Macanović. Ivanu Ignacijevu i njegovu sinu Ignaciju pripisuje se prenamena crkve Svetog Petra u  ženski benediktinski samostan Svetog. Petra – zapravo samostana  Svetog Petra i Pavla (Sanctissimorum Apostolorum Petri et Pauli),  koji je bio namenjen samo plemkinjama. Samostan ne funkcioniše od 18. veka, u dvorištu koj je samo delimično sačuvano, ostala je crkva sa zvonikom, ostaci nekadašnjeg klaustra sa bunarskom krunom ponad cisterne i izmenjena samostanska zgrada (južno od crkve, koja je raspoređene tako da su zajedno s crkvom zatvarale klaustar).
U 19. veku nakon što je 1760. godine samostan ukinut (a 1796. je stradao u požaru) nekadašnje samostanske zgrade su prenamenovane u stambene objekte. Od južnog krila ostao je samo jedan poruševni zid u visini prvog sprata.
Postojeća crkva, dvoranskog tipa, prostrana je jednobrodna građevina bez apside. Godina posvete 1759. istaknuta na spomen-natpisu u crkvi moguće je okvirna  za vreme kad je crkva dobila postojeće barokno obilježje. Sa istočne strane crkve pruža se volumen nekadašnje samostanske zgrade (istočno krilo) u kojoj je u prizemlju, na severnoj strani, sakristija, a na južnoj pristup zvoniku i nekadašnjim samostanskim prostorijama. Pročelje crkve rastvoreno je reprezentativnim vratima, portalom i velikom prozorskom ružom. Crkva ima dvoja vrata: glavna, na pročelnoj, zapadnoj strani, i bočna, na severnoj strani.
U unutrašnjosti, u istočnom delu crkve, u prezbiteriju podignutom za visinu dva stuba nalazi se glavni, kameni oltar. Zid na istočnoj strani, iza glavnog oltara završava vratima: leva vode u sakristiju, a desna u zvonik i u samostanske prostorije. Na tom istom zidu, prema unutrašnjosti su tri  prozora  sa drvenim rešetkama, koje su skrivale redovnice, dok su u prostoriji na sprartu, slušale misu i provirivale u crkvu. Radovi na tim unutrašnjim prozorima nad prezbiterijem i na drugim zahvatima na obnovi samostana 1748. godine bili su povereni mletačkomu majstoru (famoso proto) Alviseu de Pretiju, koji se spominje zajedno sa svojim sinom Nicolottom, koji je bio je angažovana na popravci zvonika katedrale.
U njoj se nalaze grobnice istaknutih trogirskih porodica, sa interesantnim grobnim natpisima. Barokne orgulje, dar plemkinja redovnica iz Budve Samostan, koji je bio namenjen samo plemkinjama, ne funkcioniše od 18. veka, a dvorište je samo delimično sačuvano. Na zapadnom zidu, iznad vrata diže se pevnica sa orguljama unutar baroknoga drvenog kućišta, veoma bogato ukrašenog lišćem i figurama anđela. Dva bočna, reprezentativna, mramorna oltara nalaze se jedan na severnom zidu, drugi na južnom. Plafon crkve, izrađen je u drvetu,  bogato je izrezbaren na način uobičajen u baroknim mletačkim crkvama i palatama. Na bočnom, severnom zidu su polukružni otvor (termalni tip prozora) i dva velika pravougaona prozora, na kojima je izvorna gvozdena rešetka. Istih su oblika i formata prozori na južnome, bočnom zidu (samo jedan pravougaonii i jedan polukružni). Na zapadnom zidu je svetlo ulazilo kroz veliku prozorsku ružu, koju je naknadno zaklonilo kućište orgulja.
Zvonik
Zvonik se diže uz jugoistočnu stranu crkve. Na spratu zvonika, iznad crkvenog krova, na punoj zidnoj masi otvoren je na svakoj stranisamo po jedan mali uski prozor sa tankim, iskošenim okvirima, a iznad njih je po jedan kružni okvir s kamenom pločom sa otvorom u obliku četverolista. Spratovi su naznačeni po obodu profiliranim vencima kosog preseka. Samo je zadnji sprat otvorem: sa svake strane nalazi se po jedan par lučnih prozora (bifore) iznad kojih su po dva kružna okvira s otvorima u obliku četverolista. Prozori, bifore na zadnjem sprartu, zatvoreni su drvenim rešetkama koje su trebale zaklanjati redovnice od znatiželjnih pogleda.  Nad prizmom zvonika diže se izrazito oštra piramida.
Po stilskim obelježjima, crkva i zvonik su gotovo u potpunosti izmenjeni u prvoj polovini 18. veka.

### Crkva Svih svetih
Crkva Svih Svetih koja se nalazi se u Ulici Blaženog Augustina Kažotića 5, koja razdvaja predeo zvan Obrov od predgrađa u Pasikama, između crkve Gospe od Karmela i Svetog Dominika. Crkva je prvo preuređena krajem 17. veka, zatim je krajem 19. veka zbog trošnosti bila zatvorena, da bi u drugoj polovini 20. veka počela da se koristi kao galerija. Danas je u njoj suvenirnica.
Crkva Svih svetih spominje se prvi put od 14. veka, odnosno od  13. oktobra 1337. godine kada je Stanobila, supruga Miroja Čukića, crkvi oporukom ostavila jedan dukat. Sredstvima iz oporuke Tomše Petrov (Tompsse Petri) obavezao je 16. maja 1339. godine majstora Zanina Salchietusa da sa svojim sinovima kamenim pločama prekrije krov crkve i omalteriše je  iznutra i spolja.
Prema sačuvanom natpisu na pročelju, crkva je obnovljena 1598. godine.
Prema rukopisu Pavla Andreisa Chiese in Traù 1442. godine data je saglasnost za osnivanje bratstva „Svih svetih”.  Godine 1443. bratstvo je dobilo dozvolu za sastajanje u crkvi, međutim počeli su da se okupljaju tek po dobijanju dozvole kneza i sudija.  Apostolski vizitator Michele Priuli zabeležio je 1603. godine kako je bratstvo podiglo drvenu kuću pored  crkve, na osnovu sačuvanog statut bratstva koji je pisan na hrvatskom jeziku.
Crkva je omanja sakralna građevina sa pravougaonom apsidom, na čijoj bočnoj, severnoj strani su stepenice koje vode do pevnice. Pročelje crkve je asimetrično, i stilski neujednačeno zbog više promena, sa stilskim karakteristika gotike i kasne renesanse (manirizma).  Apostolski vizitator Ottaviano Valier 1579. godine spominje u crkvi dva oltara. Međutim u zabeleškama Chiese in Traù stoji da je crkva imala tri oltara: glavni i dva bočna. Oltar na levoj strani bio je posvećen Svetom Juri, a onaj na desnoj Svetom Ivanu Krstitelju. Oltar Svetog Juri bio je prenesen iz istoimene crkve koja se nalazila na kopnu, na Travarici, ispred mosta, kada je ona porušena u 17. veku, preventivno zbog mogućih turskih nasrtaja srušene,  kada i crkve Svete Barbare i Svetog Frane. Prema podacima iz vizitacije Didaka Manole iz 1756. godine oltar posvećen Svetom Juri povezana je istoimenim bratstvom.

### Crkva Gospa od Karmela
Crkva Gospa od Karmela nalazi se u istorijskom jezgru Trogira na istaknutome mestu, na početku predgrađa u Pasikama. Crkva je orijentisana u smeru zapad - istok, a pročelje joj je na zapadnoj strani. Takva neuobičajena orijentacije u istoj ulici bila je i kod crkvice Svih svetih, jer se  prilagođavala rasteru predgrađa sa ulicama sa izduženim blokovima kuća usmerenima u pravcu istok - zapad. Crkva je prva u nizu kuća položenih od istoka ka zapadu predgrađa. Na nju se sa zapadne strane prislanja prva u nizu zgrada bratstva, ponovo podignuta 1897. godine, u čijem prizemlju je smeštena sakristija.
Kamen temeljac prvobitne crkve položen je 10. avgusta 1265. godine, u doba biskupa Kolumbana.  Sancta Maria de burgo Tragurii spominje se u više isprava tokom 13. veka tako je npr. 21. avgusta 1274. godine zabelženo da se iznajmljuje teren nedaleko od crkve u čijoj se blizini nabrajaju kućerci i njihovi vlasnici. Kako je stara crkva bila mala i tesna, na osnovu odluke kneza Domenica Minija od 11. septembra 1600. godine bilo dozvoljeno rušenje stare i gradnja nove. Nema nikakvih tragova srednjovekovne crkve, osim što je poznata njena lokacija i izvorni titular. Prema rukopisu Chiese in Traù nova crkva bila je dovršena 1618. godine, kako je to zabeleeženo i na natpisu na pročelju crkve. Po jednom od prepisa istog rukopisa iste je godine bio dovršen i njen zvonik.7 Sadašnji izgled crkva je dobila u 18. veku, prema preporukama biskupa Didak Manola iz 1751. godine kojim je on toplo preporučuje restauraciju crkve.
Prema podacima iz vizitacije biskupa Didaka Manole iz 1756. godine crkva je tada bila u ruševnom stanju, verovatno zbog močvarnog, nasutog terena na kome je izgrađena.  Tada je temeljno obnovljena, uključujući i zvonik, zahvaljujući bratstvu, među kojima se istakao njihov župan, pomorac Frane Calebotta.

## Profane građevine
U najznačajnije profane građevine u Trogiru spadaju:
- Tvrđava Kamerlengo
- Kula Svetog Marka
- Glorijet iz vremena francuske vlasti i zapadni rub otočića zvan Batarija
- Komunalna palata
- Velika komunalna loža na glavnom gradskom trgu
- Toranj gradskog sata sa crkvom Svetog Sebastijana
- Cimatorij i Spomen stub s piramidom na vrhu
- Sudska zgrada i nekadašnja Biskupova palata
- Velika i Mala Palata Ćipiko
- Palata Lucić i ostale kuće Lucićeva roda
- Palata Štafilić
- Kuće roda Andreis
- Kompleks kuća poorodice Dragazzo
- Kuća Berislavić
- Palata Garagnin-Fanfogna i Muzej grada Trogira
- Muzej sakralne umetnosti (Pinakoteka)
- Perivoj porodice Garagnin-Fanfogna

### Gradska loža
Gradska loža je predstavljala javni objekat višestruke namene - vrstu skloništa, mesto okupljanja. Sa njenih stepenica su se Trogiranima objavljivale najvažnije vesti, ali možda je najznačajniju ulogu imala kao sudnica.
U zgradi je sačuvan kameni sto za sudije, a na zidu iznad njega nalaze se reljefi skoro pune plastike, koji su rad Nikole Firentinca. Između lože i crkve Svete Marije uzdiže se Toranj gradskog sata.
Između tornja i lože nekada je postojao Stub srama, za koji su vezivani lancima prestupnici izloženi opštem preziru. Delovi lanca mogu se i danas videti.

### Palata Garanjin
Palata Garanjin ili Palata Garanjin-Fanfonja, nastala je kao i mnoge druge plemićke palate, u Trogiru povezivanjem više kuća u jedinstvenu celinu. Palata je bila u vlasništvu venecijanske porodice Garanjin, od 18. veka, koja se u 19. veku orodila sa uglednom zadarskom porodicom Fanfonja, pa otuda i naziv Palata Garanjin-Fanfonja.

Danas se u ovoj zgradi nalazi Muzej grada Trogira, u kome se mogu videti predmeti iz helenističkog, rimskog i srednjevoekovnog Trogira. 
| „ | Interesantan je salon u kome je izložen nameštaj iz 17. i 18. veka, portreti plemića i oružje... Veoma je značajna biblioteka porodice Garanjin, koja broji oko 5.500 naslova. U parteru se nalazi Lapidarijum, a čini ga zbirka starih spomenika izvedenih u kamenu, prikazanih hronološki - od antike do baroka. | ” |

### Palata Ćipiko
Palata Ćipiko u Trogiru je skup građevina koje su gradile generacije trogirske porodice  Ćipiko (po kojoj je i dobila naziv)  u periodu od 13. do 15 veka.
Velika Palata Ćipiko nalazi se preko puta katedrale. Palata građena za najpoznatijeg član poorodice Čipiko Koriolana Ćipika, pisac i humanista. Za njenu obnovu Ćipiko je angažovao Nikolu Firentinca i Andriju Alešija. U atrijumu palate nalazi se drveni petao sa kljuna turske galije, svojevrsna uspomena na bitku kod Lepanta 1571.godine.
Mala palata je takođe sklop više povezanih zgrada, a većina je iz 13. veka. Interesantno je renesansno dvorište, i portal na prvom spratu ukrašen kandelabrima, omiljenim motivom Nikole Firentinca. U prizemlju palate otkriven je antički pločnik moguće agore (foruma) Tragurija.
Palata je sklop kuća čije jezgro čini dvorište sa tremom i spoljašnjim stepeništem. Najranija faza tih kuća datira u 13. vek, u doba romaničkog stila (prema vratima sa srpastim lukom smeštenim u dvorištu ili po romaničkom prozoru na trećem spratu), vidljivom s glavnog trga.
Ove kuće porodica Ćipiko je stekla osamdesetih godina 15. veka, i na njima izvršila izmene u renesansnom stilu u čemu je verojatno imao učešće Ivan Duknović. 
Krilo palate sa južne strane dvorišta zatvara kuća koja je nekada pripadala porodici Lucić. Volumen, s pročeljem prema istoku, prema glavnoj uzdužnoj ulici, do jugozapadne ivice trga sućeljava se sa Velikom ložom, i pripadao je do 1481. godine trgovcima, braći Nikoli i Ivanu Salamuniću. 
Na pročelju zgrade, u nivu prvog sprata su dve gotičke trifore, od kojih je leva replika iz sredine 20. veka. Na desnoj trifori, koja datira s početka 15. veka, naknadno je dodan renesansni okvir na kojem je grb porodice Ćipiko. Trifora je verojatno delo graditelja i vajara Petra Pozdančića iz 1410-tih godina. U dvorištu se sa zapadne strane pruža trem, a na istočnoj je spoljašnje stepenište.
Dvorište je doživelo izmenu osamdesetih godina 15. veka, u doba kad kuće prelaze u vlasništvo porodice Ćipiko i na zapadnoj i na severnoj strani dobija balkone u nivoui prvog i dugog sprata. Ograda balkona na prvom spratu sastavljena je od kamenih ploča, unutar kojih su krugovi s upisanim četverolistima. Između tih ploča umetnute su manje ploče s renesansnim motivom kanelura – užljebljenja na kojima su grbovi porodice Ćipiko.
- Portal na prvom spratu i vrh stepeništa ukrašen je kandelaberima, koji su delo Nikole Firentinca.
- Portal prema Trgu, koji se sučeljava sa Katedralom izgradio je Ivan Duknović,
- Gotičku triforu i dvorište s kolonadama i galerijama u sredini ove građevinske u celine delo su Andrije Alešija.[48]
- Zajedno s pilastrima, palata ima ukupno oko 10 m ograde u unutrašnjem dvorištu površine 41 m²  Pilastri su klesani odvojeno od parapetnih ploča i potom montirani kao monolitni „kapitani" kojima su sa strana pridodate traforirane ploče.
- Galerija koja se u palati Ćipiko proteže nad dva krila dvorišta (570 i 426 cm), dok se uz treće krilo uspinju stepenice.
- Na južnim vratima je skulprura sa lavovima delo Nikole Firentinca i natpis: NOSCE TE IPSUM, čiji je prevod: Upoznaj samoga sebe.[49]

Na balkonu prvog sprata je stub sa kapitelom gotičkih stilskih karakteristika koji prihvata balkon drugog sprata, neuspešno rekonstruiran s betonskom gredom.

### Knežev dvor
Knežev dvor ili Kneževa „palača” je po svojoj nameni zgrada opštine, iz koje je Trogirom upravljao knez, biran iz redova mletačkog plemstva, koji je sa svojom porodicom živeo u odajama opštine, za vreme vladavine Venecije. Otuda potiče i naziv Knežev dvor za ovu lalatu.
Do 1848. godine, samo su plemići imali pravo ulaska u opštinu (Aula Consilii Nobilium). Pored kneza, gradom je upravljalo i Veliko i Malo veće, a vlast je regulisana Statutom iz 1322. godine. U 20. veku, uništeno je pozorište sa ložama, koje je bilo u sklopu Kneževog dvora.

### Ostaci fortifikacije
U literaturi se navodi kako je gradnja tvrđave započeta 1420. godine, a dovršena 1437. godine, neposredno nakon mletačkog osvajanja Trogira. Tvrđava je imala dva ulaza: jedan na južnoj strani prema obali i jedan na severu, ne ubrajajući one na nekadašnjim predzidinama. Oba presvođena
ulaza (vrata) završavaju polukružnim lukom. Nad južnim i severnim ulazom, na konzolama pod lukom diže se poseban zid kao dopunska obrana vratima (bertesca). Uz severna vrata su pilastri sa utorima kroz koje se iz berteske spuštala željezna zavesa, takozvana saracinesca.
Zbog odbrane od učestalih turskih pljačkaških upada u Malom polju tokom 15. i početkom 16. veka podignuto je i više kula u vlasništvu pojedinih građanskih i plemićkih porodica i bratovštine Svetog Duha. Kako su one 1647. godine, u doba Kandijskog rata, porušene, sa izuzetkom kule porodice Stanoševi.  Svi u Trogiru bili su u obvezni učestvovati u gradnji novih utvrđenja, a kao konsultanti u gradnji bastiona angažovani su istaknuti vojni stručnjaci, mletački inženjeri i vojskovođe. Pavao Andreis spominje i projekt fratra inženjera Genovljanina Antonija Lenija, inženjera Vicenza Benaglije i  generala Leonarda Foscola.
Danas u Trogiru postoje samo ostaci fortifikacija kojima je nekada grad bio sa svih strana opasan. Ostale su očuvane kula Svetog Marka i kula i tvrđava Kamerlengo. Jedan deo tvrđave se danas koristi kao letnja pozornica a u kuli svetog Marka je smeštena Kuća dalmatinske glazbe.

### Kula svetog Marka
Kula Svetog Marka sagrađena je na severoistočnom uglu ostrvceta na kojem se nalazi istorijsko jezgro Trogira, na zapadnom ulazu u jarak, Fošu, koji razdvaja grad od kopna.
Sagrađena je krajem 15. veka, na istome mestu, na sastavu zapadnih i severnih zidina, gde se  nalazila ranija kula, koja se u 15. veku takođe spominje kao kula Svetog Marka. Verovatno je ta kula bila jednaka kuli zvanoj Oprah (tako se nazivala i jedna kula u sklopu Kliške tvrđave), koja se nalazila na istome mestu, a bila je sagrađena pre 1417. godine
Kula je bila prilagođena odbrani od topovskih đuladi, i okrenuta je ka kopnu, a nekada je bila spojena zidinama sa tvrđavom Kamerlengo. Zato je kula veoma debelih zidova, i zbog svoje masivnosti, kao da je bez šupljine u unutrašnjosti, poput šahovske figure. Na nivou prizemlja kula ima oblik krnjega stošca, a prvi sprat je valjkast. Do sprata se stiže spoljašnjim stepenicama.
Nad prvim spratom na sačuvanim konzolama između kojih su lukovi nekada se dizao završni sprat, kakav se već gradio u tom periodu na vrhu kula, obično od opeka, sa krovištem na vrhu. Prizemlje
od prvog sprata razdvaja venac, delomično sačuvan, polukružnog preseka, takozvani baston. Po obodu 
kule raspoređeni su okrugli otvori za topovske cevi. Do kule su se pružale zapadne i severne gradske zidine, koje je sa spoljne strane gotovo u potpunosti zapljuskivalo more.
Ova okrugla kula, sagrađena je za vreme vladavine Venecije, i potiče iz 15. veka, kao odbrana od turskih najezda. 

### Tvrđava Kamerlengo
Tvrđava Kamerlengo podignuta je uz more, na ivici predgrađa, na jugozapadnom uglu ostrvceta na kome se pruža istorijsko jezgro Trogira.
Za tvrđavu se ustalio naziv Kamerlengo prema nazivu mletačkog službenika, blagajnika i kaštelana
(camerlengo e castellano), zaduženoga za državne finansije, i nadležnog za isplatu vojske. Tvrđava se izvorno spominje i kao Kaštel (Castello).
Gradnja tvrđave započeta 1420. godine, a dovršena 1437. godine, neposredno nakon mletačkog osvajanja Trogira. Pietro Loredan, generalni kapetan Kulfa (Jadranskog mora) i cele vojske u Dalmaciji, prema odluci državnih vlasti (Signoria) u maju 1240. godine naredio je Zadraninu Šimunu Detricu, prvom knezu nakon mletačkog osvajanja, da se sagradi novo utvrđenje, i to prema nacrtu nadstojnika Marina. U julu 1420. godine dužd Tommaso Mocenigo doneo je naredbu, dukalu, da se sagradi novo utvrđenje (...novum fortalicium sive Castrum...).4 Potom je 1. avgusta 1420. godine na predlog Pietra Loredana, nakon njegovih konsultacija sa mletačkim vladarima i visokim vojnim ličnostima, posebno s Marcom Mianijem i s majstorom, inženjerom Pincinom, izneseno je mišljenje da se kaštel sagradi u predgrađu, uz postojeću veliku kulu uz koju se razapinjao lanac kojim se zatvarala luka. Mišljenja o izboru lokacije za gradnju tvrđave nisu bila usklađena. Bilo je, naime, prijedloga da se kaštel sagradi na istočnom rubu grada, kod samostana Svetog Ivana Krstitelja. Već 8. avgusta 1420. godine spomenuti knez Šimun Detrico sklopio je ugovor s glavnim meštrom, protomagistrom Marinom Radojevim, koji je trebao nabaviti kamenje i započeti rad na temeljima.7 Iako se spominje nacrt koji je izradio nadstojnik Marin (Radojev),  presudni su najverovatnije bili doprinosi inženjera Pincina koji 1414. godine u Zadru predlaže radove na adaptaciji Kaštela, a konsultovan je takođe i pri utvrđivanju Šibenika.
Tvrđava je iznutra bila nasuta peskom, imala je bunar i još neke objekte, pa je mogla nezavisno funkcionisati ako bi došlo do, na primer, pobune stanovništva.
Severozapadne kule imale su nasip, koji je nastao nabacivanjem kamenja, a sprečavao je pristajanje ratnih galija. Glavni ulaz u tvrđavu sačuvan je i danas.

### Glorijet iz vremena francuske vlasti
Redak spomenik francuske vlasti u Dalmaciji je „Glorijet" - kružna kolonada klasicističkog oblika iz 1809., sagrađena u čast francuskog generala Ogista Marmona. Marmon, je bio poznat kao vojvoda od Raguze, i vojni zapovednik Dalmacije 1806. godine. Kao Napoleonov general, proglasio je aneksiju Dubrovačke republike, koja je prestala da postoji, a Dubrovnik je 1815. godine na Bečkom kongresu dodeljen Austriji. Napisao je „Memoare" u kojima opisuje život u Dalmaciji i Crnoj Gori.
Moguće je da je povod spominjanja glorijeta kao spomenika u čast maršalu Marmontu činjenica
da su Trogirani 1808. godine izrazili želju da mu podignu spomenik u povodu njegova imenovanja
vojvodom od Dubrovnika, kako je to zapisano u ondašnjim službenim novinama Kraglski Dalmatin od 29. maja 1808. godine gde piše: 
| „ | Grad od Troghira pripravglja uzviscenje jednogh çiastnoga bielliga na postenje ovoga Vellog Çiovika mnogo Darxavi dobrodostojna, poradi gnegova uzivissenja na Çiast Herczegha od Dubrovnika. | ” |

  Međutim, kako maršal Marmont ne spominje spomenik u svojim memoarima, moguće je da je glorijet podignut u čast Napoleonu, kome su i Dubrovčani i Splićani nameravali postaviti spomenik. 
| „ | Prema trogirskim uspomenama, u sredini glorijeta trebao je, navodno, stajati Napoleonov kip (poprsje). Navodi se da je nalog za podizanje spomenika, i to na opšinski trošak, dao pukovnik Louis Plasonne. | ” |

Glorijet se nalazi na zapadnoj ivici ostrvceta, na,  slobodnom, ravnom i neizgrađenom prostoru na zapadnoj ivici grada koji se naziva Batarija, po nekadašnjem skladištu vojne opreme i municije. Kada je zapadni gradski bedem, do kraja porušen 1809. godine. Glorijet je s tri strane zapljuskivalo more, ali kako je deo grada nasipavan nastala je obala široka oko 55 metara! Nasipavanje je rezultovalo time da Glorijet u obliku okruglog paviljona na šest kamenih stubova (sa šiljatim krovom na čijoj je sredini bio predviđen manji stub sa Napoleonovom bistom!) smešten na četvrtastom postolju više nije bio u morskom plićaku. Međutim 1946.godine Marmontov glorijet je rastavljen i premešten oko 40 metara zapadno od izvornog mesta na kojem je sagrađen!

### Sudska zgrada (Biskupova palata)
Biskupova palata nalazila se na jugoistočnom obodu starog grada,  sa unutrašnje strane
gradskih bedema, u blizini mosta koji vodi na ostrvo Čiovo, u blizini crkve nekadašnjeg benediktinskog samostana Svetog Ivana Krstitelja. Palata je na južnoj strani bila prislonjena uz gradske zidine, a pripadala joj je i kula čiji su donji delovi datirali iz helenističkog razdoblja.  Na zapadnoj strani palate ispred sačuvanog baroknog portala na dvorišnom zidu bilo je malo proširenje, svojevrsni trg. Kompleks dvospratne Biskupove palate sa unutrašnjim dvorištem u osnovi je bio triglasto. Po svom sažetom obliku i pripadajućoj kuli izgledala je poput poput tvrđave ili, preciznije, svojevrsne citadele. Taj oblik uglavnom sledi postojeća sudska zgrada. Izvorna osnova palate bila je najverovatnije antička (helenistička) kula. 
Kako je palata vremenom bila zapuštena porušena je s početka 20. veka. Na njenom mestu podignuta je 1910. godine zgrada suda, u neogotičkom stilu, prema projektu arhitekta Ćirila Ivekovića. 

 
Intervencijama konzervatora i arheologa don Frane Bulića, u novo zdanje sudske zgrade ugrađeni su poneki vredniji arhitektonski elementi i kameni grbovi iz srušene Biskupove palate. 

### Toranj gradskog sata sa crkvom Svetog Sebastijana
Toranj gradskog sata sa crkvom Svetog Sebastijana nalazi se na južnoj strani glavnoga gradskog trga. Crkva koja je zavetno zdanje; prema Pavlu Andreisu podignuta je 1476. godine, u čast Svetog Sebastijanu koji je zaštitio grad od kuge. Orijentisana u smeru sever - jug, smeštena je u prizemlju, a iznad nje je sazidan toranj sa satom. Podignuta je na mestu nekadašnjeg trema ranosrednjovekovne crkve Svete Marije od Trga. Njenom gradnjom najverovatnije je zatvoren pristup ulici koja je tokom srednjeg veka vodila do obale, do postojećih zazidanih gradskih vrata sa istočne strane kule Vitturi.
Crkva i toranj projektovani su kao jedinstvena celina. Toranj je u obliku prizme sa kupolom koje  neuobičajenog oblika - zatvaraju je četiri ljuske. Kupola je u preseku jajolika. Za razliku
od bočnih strana i zadnje strane, pročelje okrenuto prema trgu građeno je od klesanog kamena, preciznih fuga, bez vidljivih znakova vezivanja.
Pročelje je reprezentativno, sa jednostavnim vencima bez profilacija podeljeno u četiri polja.
Okviri crkvenih vrata imaju renesansne profilacije. Iznad vrata je kip koji prikazuje Svetog Sebastijana vezanog uz stablo. Gornji, drugi pojas pročelja crkve, ujedno i podnožje samog tornja,
projektovan je kao zabat sa volutama sa strane. U sredini je okulus, oivičen vencem lovorovog lišća. Sa strane se nalaze po dva anđela, isklesana u reljefu, koji pridržavaju grbove. Iznad
okulusa stoji kip koji prikazuje Hrista koji desnom rukom (oštećena) blagosilja, a u levoj
drži knjigu. U podnožju kipa istaknut je grb kneza Nikole Pisanija. Treći pojas je prazan,
jedino preko venca štrči Hristova glava. Zadnji, četvrti pojas sa gornje strane ooivičen je snažnijim završnim vencem, koji ga odvaja od kupole; unutar kvadrata upisan je kameni kružni venac
s uklesanim rimskim brojkama; u omalterisanom i obojenom polju u krugu vrte se kazaljke sata.str.211

### Spomen-stub sa piramidom na vrhu
Spomen-stub sa piramidom na vrhu ili Bokanićev obelisk, nalazi se na trogirskom  trgu, ispred velike palate Ćipiko, kojom se želelo obeležiti uređenje gradskog trga dovršenog 1600. godine u vreme gradskog kneza Dominika Minija. Podignut je u spomen nove urbanističke regulacije proširene na prostor ispred katedrale svetog Lovre, na mestu na kome je srušena opštinska kuća u kojoj su se nalazili Fontik i skladište soli, ali i apoteka i gramatička škola.
Spomen-stub sa piramidom na vrhu, nalazi se u sastavu niskog zida cimatorijuma (od italijanske reči cimitero), koji je ograđivao nekadašnje groblje uređeno još 1308. godine, na uzdignutom prostor na zapadnoj strani Trogirske katedrale. Prema navodima Ivana Lucić ovaj spomen-stub nalazio se na istom mestu u 14. veku na kome se i danas nalazi —  na uglu groblja.
Izgled

Spomen-stub je po obliku sličan obelisku, sa pločom na kojoj je natpis, koji u prevodu Bratislava Lučine ovako glasi:
| „ | Brigom budnoga Filipa Pasqualiga, vrhovnog zapovjednika Dalmacije i čitava jadranskog zaljeva, kao i Dominika Minija, izvrsnoga kneza, ovaj trg je, uz nastojanje plemenitih muževa, od tijesnoga učinjen prostranijim godine Gospodnje 1600. | ” |

Ispod ovog natpisa su uklesan dva grba na kojima su tragovi boja: 
- na levom — grb Filippa Pasqualiga,
- na desnom — grb kneza Domenica Minija.

Prema Ivanu Luciću, 
| „ | natpis koji se nalazi na podnožju guglie ili piramide (…nel pidestallo della Guglia o Pramide) odnosi se na proširenje trga koje je usledilo nakon rušenja zgrade čiji je donji deo služio za gramatičku školu, a gornji za apoteku i skladište soli. | ” |

Spomenik, je pravilnih proporcija, fine izrade, u obliku stuba sa ispupčenjima u kamenu na kome je postavljenja izdužena piramida položena na spljoštenim kuglama. Na završnom delu stuba „teče lezbijska kima s ovulusima”. Na vrhu piramide je kugla s metalnim šiljkom. Na piramidi, na strani prema trgu, bio je isklesan mali reljef sa krilatim lavom Svetog Marka koji se danas može videti samo na arhivskim fotografijama.
Ovaj maštoviti tip piramide (guglia), svojstven je mletačkoj manirističkoj arhitekturi, a pojavljuje se u Dalmaciji kao i u Trogiru na zvoniku Svetog Nikole, na preslici crkve Svih Svetih, u loži na Hvaru i na mandraču u luci, u Zadru na zgradi Velike straže.
Pretpostavlja se da je ovaj obelisk delo Trifuna Bokanića, koji je u tom istorijskom periodu, u doba kneza Domenica Minija (1598—1601), gradio zadnji sprat katedrale.

### Kula Malipiera
Kako od starih gradskih vrata na kraju grada do benediktinskog samostana Svetog Ivana ravna srednjovekovna kurtina nije imala kula, pozadina katedrale, riznica i kapela nisu imali odbranu. To je rešeno gradnjom polukružne odnosno okrugle kule nazvane Malipiera po gradskom knezu Troilu Malipieru ( 1477-1480).
Po svom izgledu kula Malipiera bila zasigurno slična ugaonoj okrugloj kuli Svetog Marka koja je dovršena desetak godina kasnije. Temelji kule otkriveni su u avgustu 1955. godine. Prema izveštaju konzervatorice koja je radila na ovom objektu Nevenke Bezic Bozanic kula je imala u prečniku 10 m, a zidovi su jioj bili debeli 2 m.
Do današnjih dana kula Malipiera nije sačuvana, izuzev  u grafickim prikazima Trogira jer je porušena do temelja u 19. veku, a prilikom uređenja obilaznog puta pronađeni su samo njeni ostaci. 
Takođe u Trogiru se na raznim mestima nalaze uzidani Malipierovi grbovi, koji verovatno potiču sa srušene kule. To se posebno odnosi na one u dvorištu Gradske većnice na kojima je kandža s kruzno rastvorenim krilom u vencu s inicijalima „TM”. Sličan je grb uzidan i severno od palate Ivana Lucića.

### Palata Lućić
Palata porodice Lučić nalazi se na samoj obali mora, prislonjena na unutrašnju stranu južnih
gradskih zidina. Ovo zdanje je imalo svoj razvoj, kroz duži vremenski period nastao nasledstvima, otkupljivanjem i zamenom susednih kuća. Istoričar Ivan Lučić (Giovanni Lucio, Iohannes Lucius) opisao je  npr. da je 1489. godine Jeronim Lučić, predak Ivana, kupio kuću u istočnom delu sklopa. Dok je 1558. Jeronim, deda istoričara Ivana, zamenom stekao još jednu kuću u omšiluku, čime se
zaokružuje ovaj sklop.
Prema planu Trogira iz 1828. godine, osim glavnog, središnjeg dvorišta palaza je imala još jedno manje na istočnoj strani. Na mestu tog istočnog dvorišta sa prilazom tokom 19. veka izgrađena je nova kuća. Renesansni portal, glavni ulaz nalazi se na severnoj strani, a srednjovekovni, romanički na istočnoj strani, i on je naknadno zatvoren.
Na severnoj strani palate sa istočne strane ulice pruža se niz kuća, nekada u vlasništvu porodice Lučić (kasnije porodice Cerineo). Kuća na početku ulice veoma je visoka tako da se stiče utisak da je poput kule.
U sklopu palate na jugozapadnom uglu nalazila se kula uklopljena u gradske zidine koja je ranije,
u 13. veku pripadala rodu Vitturi; zapadno od te kule na obali bila je dozvoljena prodaja
mesa uginulih životinja.

### Perivoj porodice Garagnin-Fanfogna
Perivoj porodice Garagnin-Fanfogna,  Park Garagnin-Fanfogna u Trogiru  ili kako ga Trogirani nazivaju,  Garanjinov vrtal  (novogrčki peribóli) je  javna zelena površina, vrt, cvetnjak, ograđena i posebno uređena za šetnju i odmor. Jedno je od najznačajnijih ostvarenja klasicističke parkovne arhitekture, u kome se pored bujne vegetacije ugrađena i 23 artefakata rimskih stela iz arheološke zbirke I. L. Garagnina, sarkofag, torzo jedne rimske skulpture u togi, miljokaz i ara sa erotima i natpisom Statilia Maxima iz sredine 2. veka.  Prema inventarima iz 1828. i 1829. godine u vrtu je raslo oko tristapedeset vrsta, a prema popisu iz 1989. godine bilo ih je još tridesetak.
Nastao je oko 1800. godine sintezom agrarnog poseda i eksperimentalnog imanja sa parkovskom atmosferom, nasadima leguma i drugog povrća okruženih drvećem, cvećem i elegantnim stazama, lepom arhitekturom i antičkim spomenicima. Nastao je kao privatni vrt aristokratske porodice Garagnin dok je danas većim delom u javnom vlasništvu.
Perivoj ili park porodice Garagnin-Fanfogna, površine oko 84 x 164 m, nalazi se preko Foše, na kopnenom selu grada Trogira, na Travarici  na 1,3 ha  preko puta mosta koji ga povezuje sa starim gradskim jezgrom grada Trogira, na k.č.br. 3403/1, 3403/4, 3404 i 3405 k.o. Trogir.
Perivoj je objekat zatvorenog tipa, ograđen sa svih strana, sa monumentalnim glavnim vratima na južnoj strani. U ovom kompleksu je i nekoliko građevina podignutih početkom 19. veka, pretežno prema projektima Giannantonija Selve, što potvrđuju sačuvani nacrti i katastarski planovi. Glavni ulaz je na jugozapadu uz zgrade nekadašnje konjušnice, a pomoćni ulaz na severu je uz baštovanovu kućicu.

Pod oznakom Z-3880 Perivoj porodice Garagnin-Fanfogna, zaveden je kao nepokretno kulturno dobro - kulturno- istorijska celina, pravno sa statusom zaštićenog kulturnog dobra, svrstano kao „baština vrtne arhitekture", uz obrazloženje: 
| „ | Park eks Fanfogna u Trogiru obiluje vrlo lijepim i rijetkim skupinama drveća tako da predstavlja značajan objekt naše starije vrtne arhitekture na jadranskom području. Pojedina stabla u parku (stare česmine, lovori i dr.) već sami po sebi predstavljaju prirodne rijetkosti i vrijedan botanički materijal. | ” |

Iako nije pod UNESCO-vom zaštitom, kao ostali deo Trogira, Park Garagnin-Fanfogna smatra se prvim botaničkim vrtom u Hrvatskoj (starijim od zagrebačkog 80 godina) i prvim parkom engleskog vrtnog stila u južnoj Hrvatskoj – Dalmaciji.

## Napomene
1. ↑  Splitski aerodrom udaljen je svega 3,5 km
2. ↑  Za odnos prema istorijskom jezgru Trogira Antoaneta Pasinović služila se svojevremeno izrazima grad — razgrad, arhocid i urbocid.[12]
3. ↑  Teodora Matteinija (1754.-1831) jed od 1807. godine bio profesor na Accademia di Belle Arti u Veneciji.
4. ↑  Ovaj predmet otkriven je 1928. na tavanu kuće ugledne porodice Statileo
5. ↑  Interesantno je da se u loži sudilo muškom delu građanstva, dok se ženama sudilo u crkvici Svete Marije. Plemkinjama se sudilo u njihovim privatnim palatama.
6. ↑  Iz porodicom Fanfonja biralni su komandanti konjice u mletačkoj vojsci.
7. ↑  Isti naziv nosi i utvrđenje u Pagu.
8. ↑  Poređenja radi, lekar je tada imao platu oko 3.000 venecijanskih lira godišnje, pisar oko 1.200 lira, a apotekar oko 500 lira...
9. ↑  Poređenja radi osnova  stare splitske Nadbiskupove palate bila je jugozapadna kula Dioklecijanove palate.

## Literatura
Državni arhiv u Splitu
- Fond Ivčević, Memoria sull’ aria e acqua di Traù e sulla causa piu probabile delle febbri intermittenti nuove nel litorale dalmatico. Opera dell’esimio Medico dr. Giacomo Mirković, Traù addi 3. ottobre 1802
- Monumenti dell’inveziozioni del miracoloso crocifisso de padri dominicani nell’isola Bua vicina a Traù

Nadbiskupski arhiv u Splitu
- Didak, M. (1756), Vizitacije biskupa Didaka Manole 1756.-1761.; NAS, T, 47
- Garzadori, O. (1603), Visitatio Dalmatiae – Traguriensis ann. 1624. et 1625.;Arhiv zbora za evangelizaciju naroda, Visite e collegi vol. 2; NAS, Preslike miscell.
- Giordano, P. (1625), Visitationes canonicae episcopi Pacis Iordanis (Pace Giordano) 1625., 1637., 1645., 1647.; NAS, T, 10 A i B
- Kačić, A. (1723), Vizitacije biskupa Kačića 1723.-1730.; NAS, T, 32
- Priolus, M. (1603), Visitatio Ecclesiarum Dalmatiae – Traguriensis1602.-1603.; Vatikanski arhiv, Misc., Arm. VII, vol. 100; NAS, Preslike miscell.
- Valiter A. (1576), Visitatio apostolica Dalmatiae 1579, Visitatio ecclesiarum urbis et dioecesis Traguriensis 1576.; Archivium Secretum Vaticanum, Congregatio concilii n. 57- Visitatio Traguriensis 1579.; Vatikanski arhiv, Congr. Vescovi regolari, Visite apostoliche, vol. 80; NAS, Preslike miscell.

Arhiv nadbiskupskog sjemeništa u Spliti
- Prijepisi raznih isprava i podataka o trogirskim crkvama koje je sakupio svećenik Antonio Silobrčić Bilježnica s prijepisima natpisa iz trogirskih crkava

Arheološki muzej u Splitu
- Buffalis, J. (1780), Privileggi, investite e memoria della nobil famiglia de Buffalis; Arhivska zbirka

Obitelj Slade-Šilović u Trogiru
- Buffalis, J.  (1776), Giuoco d’armi della nobilita di Traù
- Slade-Šilović, R. (b. d.), Pabirci o Trogiru, rukopis

Državniarhiv u Zadru
- Memo, A. (1789), Catastico generale delle fabbriche tutte esistenti nelle piazze ... della Dalmazia ...; Katastri Dalmacije XVII. i XVIII. st., br. 35
- Andreis, P., Rukopisi, 74, Operaria, quanto possiede, da chi amministrata, con quali fondamenti, ragioni della medesima, oblighi, et incombenzee raccolto da Paolo Andreis nob. Travrino anno MDCL

Znanstvena knjižnica u Zadru
- Documeneti spettanti la storia muicipale di Traù
- Documenti per la storia di Traù
- Andreis, P., Storia di Traù

Arhiv HAZU u Zagrebu
- LO – Lucićeva pisana ostavština

Porodica Cippico u Zagrebu
- Genealogia famiglie Cippicorum nobil. Tragurien

Publikacije
- Babić I. Geometrijska poetika Radovana. Mogućnosti, god. XXXIV, br. 6-8, Split, 1986.
- Babić I. Figurativni principi majstoraRadovana. U Zborniku: Studenica i bizantijskaumetnost oko 1200. godine. Beograd, 1988.
- Babić I. O trogirskim biljezima ukamenu. Radovi Instituta za povijestumjetnosti, 12-13, Zagreb, 1988. – 1989.
- Babić I. Unutarnja strana lunete glavnog portalatrogirske katedrale – djelo majstora Radovana, Starohrvatska prosvjeta, Ser. 3, br. 21, Split, 1991.
- Babić I. Čovjek, zmija i majmun naportalu trogirske katedrale, Archeologia Adriatica II, Zadar, 2008.
- Belamarić J. Šutnja protomajstora bazilike SanMarco u Veneciji – razriješena, Radovi instituta za povijest umjetnosti 12/13 , Zagreb, 1988. – 1989.
- Belamarić J. Radovanov portal u Trogiru. Klesarstvo i graditeljstvo, god. 1, br. 2, Pučišća, 1900.
- Belamarić J. Ciklus mjeseci Radovanovaportala na katedrali u Trogiru, Prilozi povijesti umjetnosti u Dalmaciji, 30, Split, 1990.
- Belamarić J. Portal majstora Radovana – novaikonograﬁja i stil u okviru razvoja skulptureu Splitu i Trogiru 13. stoljeća, Zbornik radovameđunarodnog znanstvenog skupa “MajstorRadovan i njegovo doba“, Trogir, 1994.
- Bošković Đ. Dve reči o portalu stolne crkveu Trogiru, Jugoslovenski istorijski časopis 3, Beograd – Ljubljana – Zagreb, 1937.
- Delle I. Trogir , Split, 1936.
- Dudan A. La Dalmazia nell’ arteitaliana.  Vo. I, II. Milano, 1922.
- Fiskovi C. Opis trogirske katedraleiz XVIII stoljeća. Split, 1940.
- Fiskovi C. Bilješke o Radovanu injegovim učenicima, Prilozi povijestiumjetnosti u Dalmaciji 8, Split, 1954
- Fiskovi C. O ikonograﬁji Radovanova portala,Prilozi povijesti umjetnosti u Dalmaciji 7, Split, 1953.
- Fiskovi C. Radovan (Monograﬁja) , Zagreb, 1951.
- Fiskovi C.Radovan (Monograﬁja), Zagreb, 1965.

## Spoljašnje veze
Mediji vezani za članak Znamenite građevine u Trogiru na Vikimedijinoj ostavi